# Sant Mateu de Vallirana
Sant Mateu és una església parroquial al municipi de Vallirana (Baix Llobregat) protegida com a bé cultural d'interès local. L'Església de Sant Mateu, s'aixeca al lloc que a principi de segle xx s'anomenava el raval del carrer de l'Església. Fou edificada al tombant dels segles XVIII-XIX i inaugurada el 30 de desembre de 1804. A la primeria, el cementiri era al costat de l'església, però degut a una epidèmia que hi hagué el 1854 fou traslladat fora de la població.
Edifici entre mitgeres, de planta rectangular i coberta de teula àrab. La part baixa de la façana està estucada simulant aparell. Les obertures són d'arc carpanell, porta d'accés amb pilastres embegudes, capitells i frontó circular. La part alta, forma un sol cos coronat per motllures ondulants i ull de bou central envoltat d'esgrafiats: figures bíbliques, àngels, flors, filigrana, garlandes i emmarcat a manera d'un enorme quadre.